# Levante Unión Deportiva Futsal
Maillots
Le Levante Unión Deportiva FS est la section futsal du club de football espagnol de Levante UD basé à Valence. Le club joue en première division et est vice-champion d'Espagne en 2020-2021.

## Histoire
C'est à partir de la saison 2009-2010 que le Club Deportivo Dominicos signe un accord avec Levante UD pour devenir sa section futsal.
L'équipe monte en première division en 2014.
En juin 2021, l'équipe est finaliste du championnat d'Espagne battue par le FC Barcelone.
Son statut de vice-champion 2021 permet à l'équipe de prendre part à la Ligue des champions de l'UEFA 2021-2022. Intégrant la compétition au Tour principal, Levante se qualifie en tant que second du groupe 3. Au Tour élite, Benfica est supérieur et domine la poule D.

## Structure
Le club joue ses matches au Pabellón Municipal de Paterna.

## Palmarès

### Titres et trophées
- Championnat d'Espagne
  - Vice-champion : 2021

### Bilan par saison
| Saison    | Division           | Classement | Coupe d'Espagne | Coupe du Roi    |
| --------- | ------------------ | ---------- | --------------- | --------------- |
| 2011-2012 | Segunda División B | 1er        |                 | 2d tour         |
| 2012-2013 | Segunda División   | 9e         |                 | 1er tour        |
| 2013-2014 | Segunda División   | 1er        |                 | 16e de finale   |
| 2014-2015 | Primera División   | 14e        |                 | Quart de finale |
| 2015-2016 | Primera División   | 9e         |                 | 16e de finale   |
| 2016-2017 | Primera División   | 12e        |                 | Demi-finaliste  |
| 2017-2018 | Primera División   | 10e        |                 | 16e de finale   |
| 2018-2019 | Primera División   | 8e         | Quart de finale | 8e de finale    |
| 2019-2020 | Primera División   | 7e         | Quart de finale | 8e de finale    |
| 2020-2021 | Primera División   | Finaliste  |                 |                 |